# Jelling Sogn

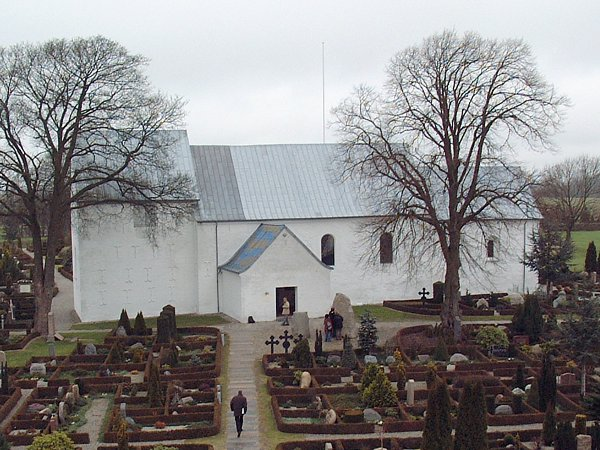
Jelling Kirke

Jelling Sogn ist eine Kirchspielsgemeinde (dänisch: Sogn) im südlichen Dänemark. Bis 1970 gehörte sie zur Harde Tørrild Herred im damaligen Vejle Amt, danach zur Jelling Kommune im erweiterten Vejle Amt, die im Zuge der  Kommunalreform zum 1. Januar 2007 in der „neuen“  Vejle Kommune in der Region Syddanmark aufgegangen ist.
Im Kirchspiel leben 4588 Einwohner, davon 3769 im ehemaligen Kommunenzentrum Jelling (Stand:1. Januar 2023). Im Kirchspiel liegt die Jelling Kirke.
Nachbargemeinden sind im Norden Hvejsel Sogn, im Nordosten Kollerup Sogn, im Osten Grejs Sogn, im Südosten Hover Sogn, im Süden Skibet Sogn und Bredsten Sogn, im Südwesten Nørup Sogn im Westen Gadbjerg Sogn und im Nordwesten Givskud Sogn.